# Irlanda en los Juegos Olímpicos de Río de Janeiro 2016
Irlanda estuvo representada en los Juegos Olímpicos de Río de Janeiro 2016 por un total de 77 deportistas que compitieron en 14 deportes. Responsable del equipo olímpico es el Comité Olímpico de Irlanda, así como las federaciones deportivas nacionales de cada deporte con participación.
El portador de la bandera en la ceremonia de apertura fue el boxeador Patrick Barnes.

## Medallistas
El equipo olímpico de Irlanda obtuvo las siguientes medallas:
| Nombre                        | Deporte | Competición                 |
| ----------------------------- | ------- | --------------------------- |
| Oro                           |         |                             |
| —                             |         |                             |
| Plata                         |         |                             |
| Gary O'Donovan Paul O'Donovan | Remo    | Doble scull ligero (LM2X) M |
| Annalise Murphy               | Vela    | Laser Radial F              |
| Bronce                        |         |                             |
| —                             |         |                             |